# Krupîn, Hmilnîk
Krupîn (în ucraineană Крупин) este un sat în comuna Berezna din raionul Hmilnîk, regiunea Vinnița, Ucraina.

## Demografie
Componența lingvistică a localității Krupîn
     Ucraineană (100%)
Conform recensământului din 2001, toată populația localității Krupîn era vorbitoare de ucraineană (100%).